# آنجلا پاپی
آنجلا پاپی (انگلیسی: Angela Poppy؛ زادهٔ ۱۹ نوامبر ۱۹۵۳) بازیکن سابق فوتبال اهل انگلستان است. بزرگترین افتخار پاپی به ثمر رساندن گل پیروزی در جام حذفی زنان در سال ۱۹۸۲ با باشگاه لیدیز لاوستفت بود.
وی همچنین در تیم ملی فوتبال زنان انگلستان بازی کرده است.